# 天长通用机场
天长通用机场为中华人民共和国安徽省滁州市天长市正在推进的一个通用机场项目，该机场已经于2018年12月被中国民用航空华东地区管理局批复选址意见，拟选场址为大通镇齐庙村，2019年，该通用机场继续前期工作。天长市已经与升腾航空公司签订投资协议，该通用机场由升腾航空负责建设和运营。该机场计划于2021年动工。